# لوا مور
لوا مور (فرانسوی: Lova Moor‎؛ زادهٔ ۵ مارس ۱۹۴۶) خواننده و هنرمند رقص اهل فرانسه است. وی بین سال‌های ۱۹۸۶ تا ۲۰۰۳ میلادی فعالیت می‌کرد.
از فیلم‌هایی که وی در آن‌ها نقش داشته‌است، می‌توان به شنبه، یکشنبه و جمعه اشاره نمود.